# Softpedia
Softpedia.com — румынский веб-сайт, который содержит большое количество каталогов и архивов программного обеспечения, с масштабным еженедельным обновлением своих баз данных. Программы доступны для загрузки как с собственного FTP-сервера Softpedia.com, так и с других сайтов.

## Описание
По состоянию на 1 сентября 2010 года, сайт занимает 356 место по посещаемости в мире, согласно рейтингу Alexa.com, а также является 13 сайтом по посещаемости в Румынии. Изначально сайт назывался Softnews.ro, но в конце 2003 года был переименован на Softpedia.com.
Все категории программного обеспечения расположены в иерархическом порядке и выглядят как пути файловой системы Windows (к примеру, «C:\Mobile Phone Tools\Sony Ericsson»). Пользователи могут самостоятельно производить сортировку по разнообразным критериям, в частности по дате последнего обновления, количеству скачиваний или рейтингу популярности. Каталоги сайта можно просматривать несколькими режимами, производить отсеивание некоторых типов программ, например, просмотр только Freeware или Shareware программ.
Помимо индексирования программного обеспечения, сайт также индексируют темы в сфере компьютерных технологий, наук, здравоохранения и развлечений.

## Проверка вредоносных программ
По заявлению Softpedia.com, все программное обеспечение проверяется на наличие вирусов, вредоносных, рекламных и шпионских программ с помощью одних из самых популярных антивирусных и антишпионских продуктов, и гарантируют 100% чистоту подобного софта. 
Программы, которые также являются Freeware или Open Source продуктами, и которые положительно зарекомендуют себя, могут быть удостоены награды сайта - «Softpedia 100% Free».

## Статистика
По состоянию на февраль 2013 года количество индексированных элементов равнялось 1 356 439, а статистика загрузок 2 612 634 324 .

## Примечание
1. ↑  SoftPedia.com. Alexa (2010). Дата обращения: 1 сентября 2010. Архивировано из оригинала 26 апреля 2012 года.
2. ↑  Top Sites in Romania. Alexa (2010). Дата обращения: 1 сентября 2010. Архивировано из оригинала 26 апреля 2012 года.